# Barnafarkú minla
A barnafarkú minla (Minla strigula) a madarak osztályának verébalakúak (Passeriformes) rendjébe és a Leiothrichidae családjába tartozó faj.

## Rendszerezése
A fajt Brian Houghton Hodgson angol természettudós írta le 1837-ben, Mesia siva strigula néven. Besorolása vitatott egyre több szervezet sorolja át a Chrysominla nembe, Chrysominla strigula néven.

## Alfajai
- Minla strigula castanicauda (Hume, 1877)
- Minla strigula cinereigenae (Ripley, 1952)
- Minla strigula malayana (Hartert, 1902)
- Minla strigula simlaensis (Meinertzhagen, 1926)
- Minla strigula strigula (Hodgson, 1837)
- Minla strigula traii J. C. Eames, 2002
- Minla strigula yunnanensis (Rothschild, 1921)[1]

## Előfordulása
Dél- és Délkelet-Ázsiában, Bhután, Kína, India, Laosz, Malajzia, Mianmar, Nepál, Thaiföld és Vietnám területén honos. A természetes élőhelye a szubtrópusi vagy trópusi hegyi esőerdők és magaslati cserjések. Állandó, nem vonuló faj.

## Megjelenése
Testhossza 16–18,5 centiméter, testtömege 14–24 gramm.
|  |

## Életmódja
Rovarokkal, bogyókkal és vetőmagvakkal táplálkozik.